# 翡翠歌星賀台慶
《翡翠歌星賀台慶》（英文：Jade Singers Celebrate TVB Anniversary）是香港無綫電視自1991年起為慶祝1967年11月19日的啟播日而舉行的大型綜合性特備節目，於每年《萬千星輝賀台慶》前舉行（一般為每年11月上旬或11月中旬）。此節目於1998年至2004年年期間曾一度停辦，直至2005年復辦，2010年再度停辦。

## 歷史
据前無綫電視高層吳雨透露，《翡翠歌星賀台慶》節目由來是為了對撼當時的競爭對手亞洲電視。1991年11月，亞洲電視與香港公益金合辦大型公益籌款節目《眾志成城為公益》，並邀請鞏俐、林青霞、鍾楚紅等明星出席。無綫電視急忙變陣，由皇牌音樂節目《勁歌金曲》趕制節目對撼，通知旗下所有簽約歌手「晒冷」出席，因臨近無綫電視台慶，節目被命名為《翡翠歌星賀台慶》。錄影前一晚，清水灣電視城發生火災，節目道具被毀，唯無綫電視高層認爲節目陣容足夠强勁，決定以簡易佈景上陣，如常製作，節目最終叫好叫座，亦令《翡翠歌星賀台慶》作爲固定傳統延續下來。
《翡翠歌星賀台慶》節目形式參照日本NHK紅白歌唱大賽，參與的男女歌手分為紅白兩組，以多元化表演比拼歌舞、演技，爭奪全晚總冠軍。1993年，《翡翠歌星賀台慶》更首度移師到紅磡香港體育館舉行。衆多樂壇巨星同台演出，各出奇招，成就了不少平時難得一見的經典場面。
由於參演歌手衆多、難以協調，加上後期願意參與表演競技環節的巨星越來越少，節目收視率也不夠理想，無綫電視索性自1998年起腰斬該節目，直至陳志雲上任無綫電視總經理後，於2005年復辦，當時全港一綫歌手盡出，更有昔日「無綫五虎將」劉德華、苗僑偉、湯鎮業、黃日華壓軸同台合唱。2006年則以劉德華與黎明久違同台作爲賣點，2007年，由於巨星陣容欠奉，被網民戯稱爲「翡翠奀星賀台慶」。2008年，改以化妝舞會的「派對」形式舉行。2009年，因應金融海嘯，無綫電視大裁員，因綜藝科人手不足，《翡翠歌星賀台慶》原計劃停辦，後來節目得到澳門新濠天地贊助，移師至澳門舉行，並改爲音樂會形式，邀請近百歌星同台獻唱。2010年，受HKRIA版權風波影響，不少歌星絕跡無綫，加上無綫電視總經理陳志雲捲入貪污案（威遠行動），當中的其中一個調查重點為《翡翠歌星賀台慶2009》，《翡翠歌星賀台慶》因此被無限期停辦。
2012年，無綫電視曾計劃復活《翡翠歌星賀台慶》，改以《翡翠歌星紅白鬥》在每年暑期舉行，因反響不佳，在舉辦過一次後便停辦至今。
2021年3月，無綫電視在香港国际影视展公佈當年製作計劃，其中包括再度舉辦《翡翠歌星賀台慶》，但這一計劃最終沒有實現。

## 歷年資料
| 年份                          | 舉行日期 | 司儀                   | 男子組隊長      | 女子組隊長             | 舉行地點         | 勝方   |
| 1991年 （页面存档备份，存于） | 11月16日 | 鄭丹瑞                 | 譚詠麟          | 梅艷芳                 | 清水灣電視城     | 男子組 |
| 1992年 （页面存档备份，存于） | 11月15日 | 鄭丹瑞                 | 劉德華          | 梅艷芳                 | 清水灣電視城     | 女子組 |
| 1993年 （页面存档备份，存于） | 11月14日 | 鄭丹瑞                 | 劉德華          | 梅艷芳                 | 香港體育館       | 男子組 |
| 1994年 （页面存档备份，存于） | 11月13日 | 鄭丹瑞                 | 劉德華          | 梅艷芳                 | 清水灣電視城     | 男子組 |
| 1995年 （页面存档备份，存于） | 10月29日 | 曾志偉                 | 陳百祥          | 梅艷芳                 | 清水灣電視城     | 女子組 |
| 1996年 （页面存档备份，存于） | 11月3日  | 劉倩怡                 | 郭富城          | 薛家燕                 | 香港體育館       | 男子組 |
| 1997年 （页面存档备份，存于） | 11月9日  | 鄭丹瑞、阮兆祥、李珊珊 | 張學友、郭富城  | 王 菲、彭 羚           | 清水灣電視城     | 男子組 |
|                               |          |                        |                 |                        |                  |        |
| 2005年 （页面存档备份，存于） | 10月15日 | 鄭裕玲、陳百祥         | 劉德華¹、李克勤 | 楊千嬅、容祖兒         | 將軍澳電視廣播城 | 女子組 |
| 2006年 （页面存档备份，存于） | 11月4日  | 鄭裕玲、呂 方          | 劉德華¹、李克勤 | 陳慧琳、容祖兒         | 將軍澳電視廣播城 | 男子組 |
| 2007年 （页面存档备份，存于） | 11月3日  | 鄭裕玲、曾志偉、陳百祥 | 譚詠麟、古巨基  | 杜麗莎、楊千嬅、容祖兒 | 將軍澳電視廣播城 | 男子組 |
| 2008年 （页面存档备份，存于） | 11月1日  | 鄭裕玲、周子駒、姜文杰 | ─               | ─                      | 將軍澳電視廣播城 | ─      |
| 2009年 （页面存档备份，存于） | 11月7日  | 鄭裕玲                 | ─               | ─                      | 澳門新濠天地     | ─      |

¹劉德華同時於2005年獲得「最突出衣著獎」

## 相關
- 翡翠歌星紅白鬥（2012年舉辦的同類節目）
- 無綫電視台慶相關活動
  - 無綫電視台慶亮燈儀式
  - 萬千星輝賀台慶
  - 萬千星輝頒獎典禮
  - 無綫節目巡禮

## 外部連結
- 翡翠歌星賀台慶官方資料片段 2006、2007、2008